# Kylin
Kylin OS (chiń. 麒麟; pinyin: Qilin; Wade-Giles: Ch'i-lin) – system operacyjny, opracowany przez naukowców w Narodowym Uniwersytecie Technologii Obronnych w Chińskiej Republice Ludowej. Pierwsze wersje były oparte na FreeBSD i są przeznaczone do stosowania przez chińskich wojskowych i innych organizacji rządowych. Od wersji 3.0 Kylin został oparty na systemie GNU/Linux.
W 2013 roku ogłoszono, że powstanie nowy system operacyjny, oparty na Ubuntu, będący kontynuacją Kylin OS – Ubuntu Kylin. Pierwsza wersja Ubuntu Kylin 13.04 została wydana 25 kwietnia 2013.

## Wersja oparta na FreeBSD
Rozwój Kylin rozpoczął się w 2001 roku, gdy Narodowemu Uniwersytetowi Technologii Obronnych powierzona została misja rozwoju systemu operacyjnego w ramach Narodowego Programu Badań i Rozwoju Wysokich Technologii (National 863 High Technology Program).
W 2006 roku, stwierdzono, że kod Kylin OS był w dużej mierze kopią FreeBSD 5.3. Anonimowy chiński uczeń w Australii, który używał pseudonimu „Dancefire”, przeprowadził analizę podobieństwa jądra i pokazał, że podobieństwa między tymi dwoma systemami operacyjnymi wynosiły 99,45 proc. Jeden z deweloperów Kylin potwierdził, że Kylin została oparta na FreeBSD podczas przemówienia na konferencji międzynarodowej EuroBSDCon 2006.

## Kylin Linux
Wraz z pojawieniem się wersji 3.0, Kylin wykorzystuje jądro Linux.
W grudniu 2010 roku ogłoszono, że China National Computer Software and Technology Service Corporation i National University of Defense Technology podpisały strategiczne partnerstwo, aby uruchomić wersję o nazwie NeoKylin, przeznaczoną do stosowania przez urzędy, sektor obronny, energetyczny i inne sektory gospodarki chińskiej.

## Ubuntu Kylin
W 2013 roku Canonical porozumiał się z Ministerstwem Przemysłu i Informatyzacji Chińskiej Republiki Ludowej w sprawie współtworzenia systemu operacyjnego, opartego na Ubuntu, ukierunkowanego na chińskiego użytkownika.

## Liczba użytkowników systemu
W 2015 Dell podał, że ponad 40% komputerów (w Chinach) tej firmy używa systemu Kylin.